# Sapajus apella macrocephalus
Sapajus apella macrocephalus (лат.) — подвид капуцина-фавна, обитающий в Южной Америке.

## Классификация
Ранее иногда считался самостоятельным видом, Sapajus macrocephalus.

## Распространение
Встречается в Боливии, Бразилии, Колумбии, Эквадоре и Перу.

## Статус популяции
В 2015 году Международный союз охраны природы присвоил виду охранный статус «Вызывает наименьшие опасения». В настоящее время МСОП больше не выделяет Sapajus macrocephalus в качестве самостоятельного вида.